# Funkfeuer

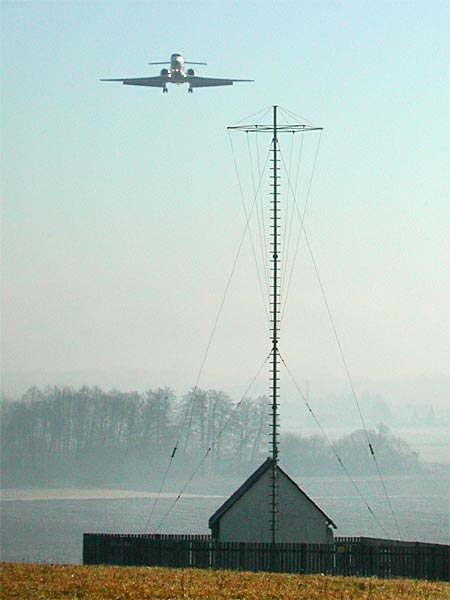
Im Anflug auf Klagenfurt (LOWK) -
NDB mit dem Rufzeichen KI sendet auf 313 kHz

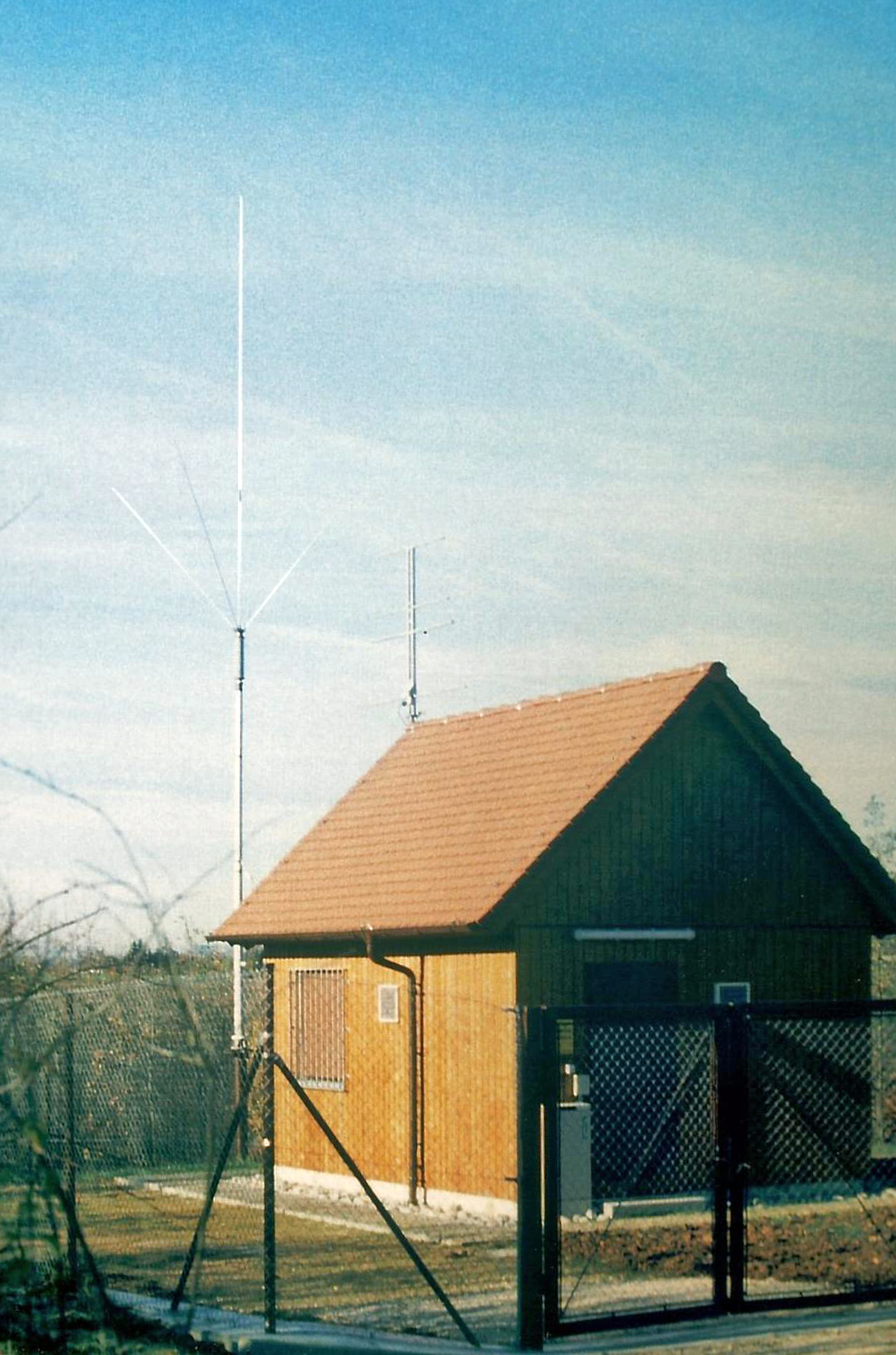
Ungerichtetes Funkfeuer (NDB)

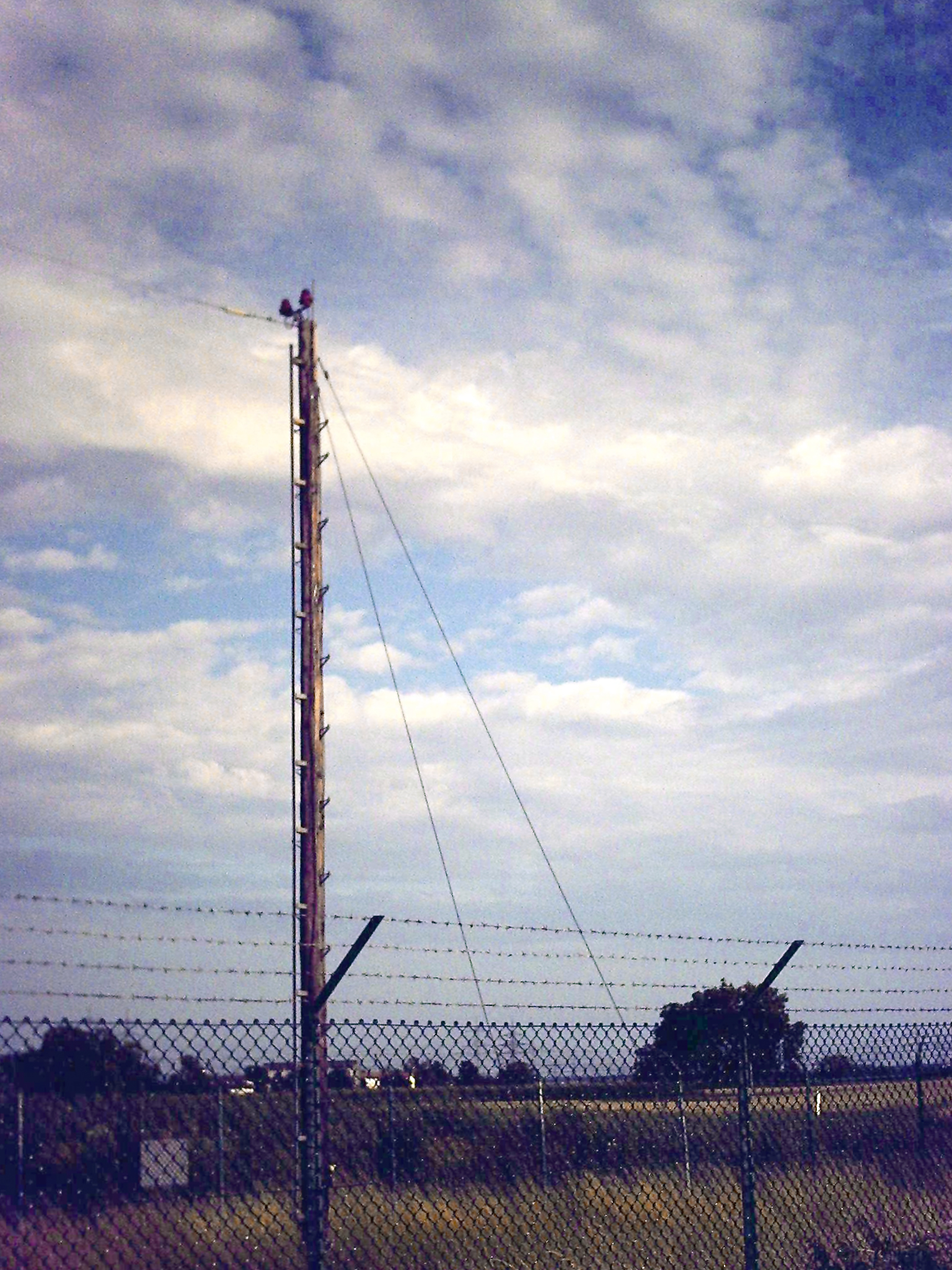
Einer der beiden Holzmaste des Funkfeuers HDL in Plankstadt

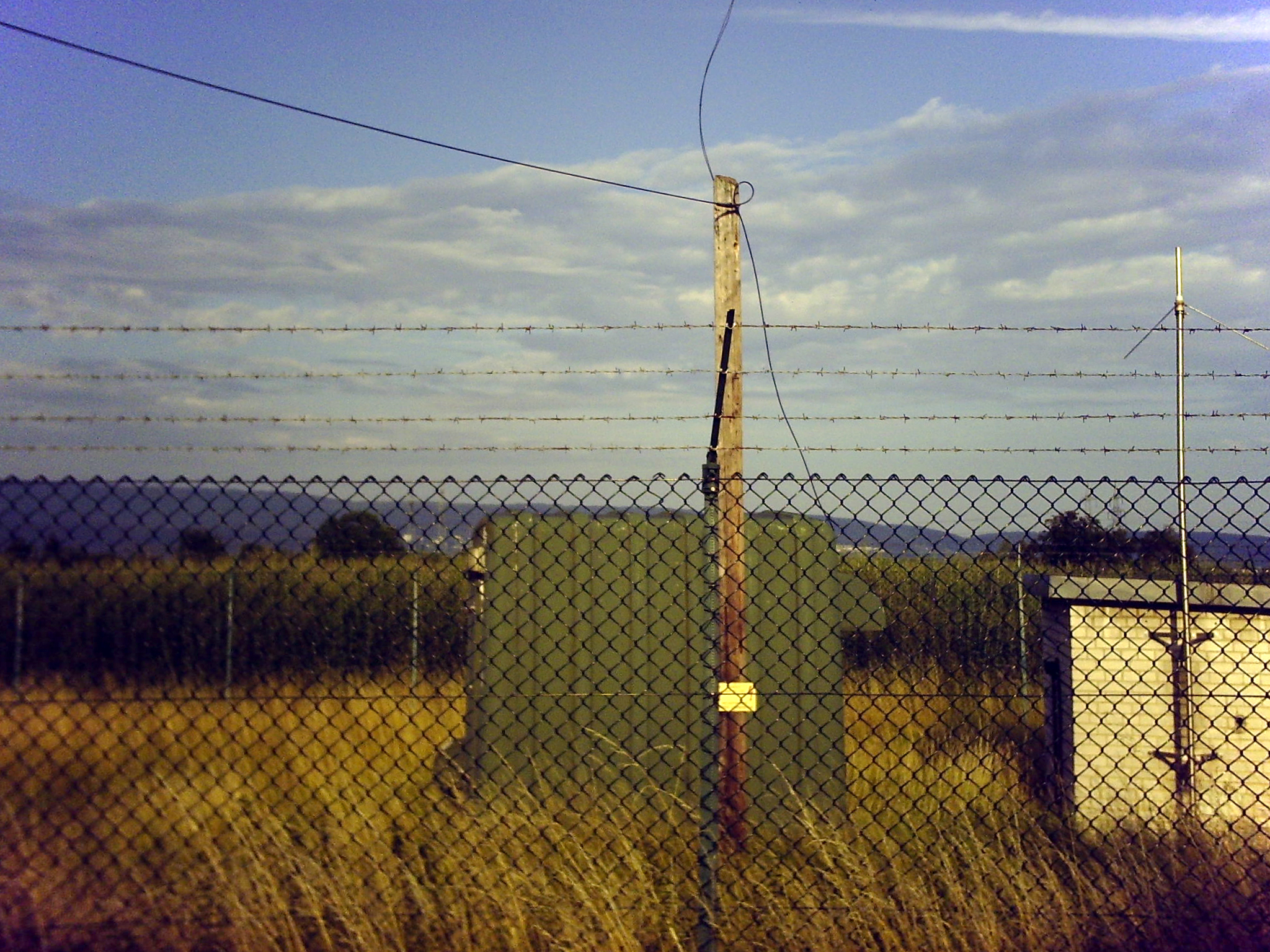
Abstimmhaus des Funkfeuers HDL in Plankstadt

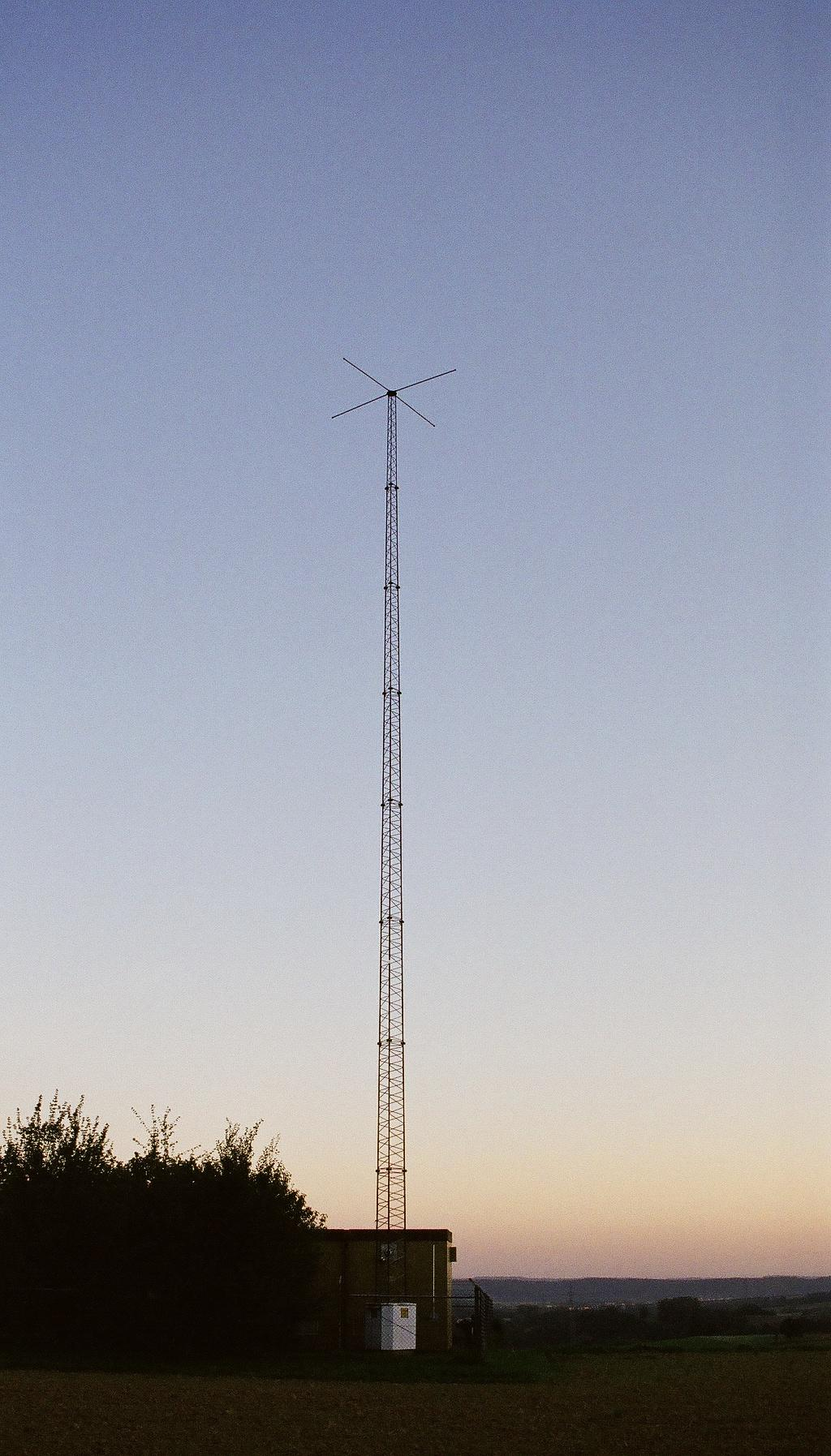
Sendeturm des Funkfeuers NKR in Ochsenbach

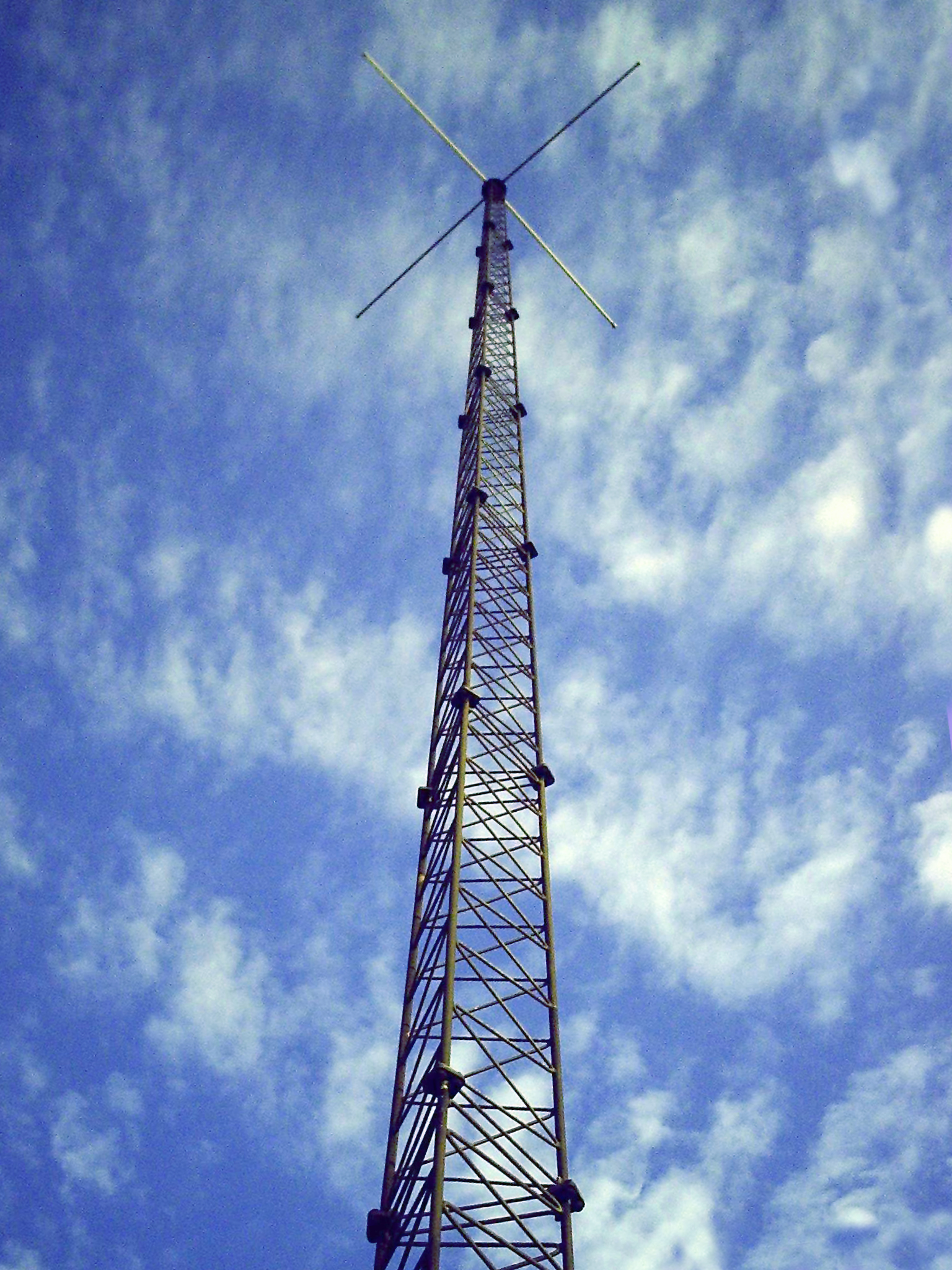
Sendeturm des Funkfeuers NKR in Ochsenbach aus der Froschperspektive

Ein Funkfeuer (englisch radiobeacon station) ist entsprechend der Definition der Vollzugsordnung für den Funkdienst (VO Funk) der Internationalen Fernmeldeunion eine Funkstelle des Navigationsfunkdienstes, deren Aussendungen dazu bestimmt sind, einer mobilen Funkstelle die Feststellung ihrer Peilung oder Richtung in Bezug auf das Funkfeuer zu ermöglichen.

## Einteilung
Grundsätzlich lassen sich Funkfeuer in ungerichtete Funkfeuer, gerichtete Funkfeuer und Drehfunkfeuer unterteilen. Zu den gerichteten Funkfeuern gehören ILS-Localizer (dt. ILS-Landekurssender), ILS-Glideslope (dt. Gleitwegsender) und Überflugzeichen (marker beacons), zu den Drehfunkfeuern zählen zivil genutzte UKW-Drehfunkfeuer (VOR und DVOR) und für die von der zivil und militärischen Luftfahrt genutzten TACAN-System.

## Funknavigationsverfahren

### Mit ungerichteten Funkfeuern
Ein ungerichtetes Funkfeuer (NDB, non-directional beacon) ist ein Sender, der im Lang- und Mittelwellenbereich ein Dauersignal in alle Richtungen gleich gut abstrahlt. Seine ursprüngliche Aufgabe war es, Piloten eine Richtungspeilung zu Flugplätzen zu ermöglichen, weshalb der Sender zur Identifikation mit einer (Morse-)Kennung moduliert wird. Die Richtung zum NDB, das auf Landkarten als Punkt eingezeichnet ist, lässt sich mit drehbaren Richtantennen ermitteln. Allgemein lassen sich zwei Navigationsverfahren unterscheiden:

#### Peilverfahren
Beim Peilverfahren kann der Empfänger mittels einer drehbaren Richtantenne oder mittels mehrerer fester Richtantennen die Herkunftsrichtung des Signals relativ zum Empfänger bestimmen. Kennt man die Richtungen zweier Funkfeuer, so kann man daraus seine Position herleiten (Kreuzpeilung).

#### Hyperbelverfahren
Bei den Hyperbelverfahren senden mindestens drei Funkfeuer fast gleichzeitig jeweils Zeitsignale aus, die beim Empfänger leicht versetzt eintreffen. Aus dem Unterschied in den Signallaufzeiten kann der Empfänger seine Position relativ zu den Sendestationen ermitteln („Meine Entfernung von Sender A ist x Kilometer größer als meine Entfernung von Sender B“). Da die Position der Sendestationen bekannt ist, lässt sich daraus die geographische Position ableiten. Hyperbelverfahren basieren also nicht auf der Richtungsbestimmung, sondern einer Entfernungsbestimmung. Da sich aus den Signalen von nur zwei Sendestationen mehrere Möglichkeiten für die errechnete Position ergeben, die auf einer Hyperbel liegen (daher die Bezeichnung Hyperbelverfahren), benötigt man mindestens drei Stationen.

### Mit gerichteten Funkfeuern
Gerichtete Funkfeuer senden bevorzugt in eine bestimmte Richtung, beispielsweise in die Anflugschneise eines Flughafens. Um entsprechend genaue Richtantennen bauen zu können, müssen sie mit sehr kurzen Wellenlängen im UKW-Bereich senden. Sie werden eingesetzt, wenn ein Fahrzeug dem von der Richtantenne des Senders ausgestrahlten Leitstrahl folgen soll.
Darüber hinaus zählen Überflugzeichen (marker beacons) zu den gerichteten Funkfeuern (siehe hier unter „Flugfunkfeuer“).

### Mit Drehfunkfeuern
Drehfunkfeuer senden in jede Himmelsrichtung ein anderes Signal und werden deshalb auf Landkarten mit einer Kompassrose gekennzeichnet. Die Auswertung ihrer Signale zeigt dem Navigator an, in welcher Richtung relativ zum Funkfeuer er sich befindet. Die Richtung wird mit dem Begriff Radial bezeichnet.
Für die Bestimmung verwendet man eine Sendeanlage, die neben einer drehbaren schmalen Hauptkeule auch einen Rundumstrahler besitzt. Die Sendeanlage übermittelt nun nach jedem Passieren eines bestimmten Nullpunktes der rotierenden Keule einen hörbaren Ton oder ein anderweitig messbares Signal auf dem Rundstrahler. Die auswertende Elektronik im Flugzeug ermittelt nun aus der bekannten Umlaufzeit des Feuers sowie dem zeitlichen Abstand zwischen dem Eintreffen der Hauptkeule am Messempfänger im Flugzeug und dem akustischen Ton, den relativen Winkel zum Funkfeuer.
Zur eigenen Positionsbestimmung kann man ein weiteres Funkfeuer für das Herstellen einer Kreuzpeilung verwenden.

## Funknavigationssysteme

### Ungerichtete Funkfeuer

#### NDB (en. Nondirectional Beacon) und Locator
- Peilung mit ADF (en. Automatic Direction Finder, dt. Radiokompass,)

#### Hyperbelverfahren
- GEE
- LORAN
- SHORAN
- Tropik
- Tschaika (Funknavigation)
- Decca-Navigationssystem
- Alpha
- Omega-Navigationsverfahren

### Omnidirektional strahlende Rho-Theta Flugnavigationsfunksysteme
Rho-Theta Navigation dient Kurz- und Mittelstrecken in der zivilen und militärischen Luftfahrt. Bei Nutzung von Rho/Theta Navigation, z. B. einer TACAN Anlage oder Kombination von VOR/DME ist damit jeder Punkt innerhalb desbetrieblich festgelegten DOC (Designated Operational Coverage) durch Azimut und Entfernung eindeutig bestimmbar und erlaubt dem Piloten damit Area Navigation (dt. Flächennavigation).
Rho (griechischer Buchstabe ρ) steht als Synonym für Slant-Range-Distance Messung (dt. Schrägentfernungs Messung), welche durch Laufzeitmessung zwischen Aussendung der Abfrage an und dem Empfang der Antwort, z. B. einer DME Bodenstation gemessen wird.
Theta (Greek θ) steht für den Azimut (Heading, Direction oder Bearing) z. B. einer VOR oder TACAN bezogen auf magnetisch Nord.
Rho-Theta Flugnavigationfunksysteme
- TACAN (en. Tactical Air Navigation), oft auch gepaart mit (D)VOR
- SETAC
- RSBN

Rho Flugnavigationfunksysteme
- DME (en. Distance Meassuring System), oft auch gepaart mit (D)VOR oder ILS, ab 1950

Theta Flugnavigationfunksysteme (Azimuth, Heading, Direction oder Bearing)
- Telefunken-Kompass, ca. ab 1907[2]
- VOR (en. VHF Omnidirectional Range, dt. Drehfunkfeuer), oft auch gepaart mit DME oder TACAN, ab 1950
- DVOR (en. Doppler VHF Omnidirectional Range, dt. Drehfunkfeuer), oft auch gepaart mit DME oder TACAN

### Gerichtet strahlende Flugnavigationsfunksysteme
- Frühes Lorenz-A/N-System
- Knickebein (Funkfeuer)

Flugnavigationfunksysteme für den Anflug
- Lorenz Ultrakurzwellen-Funkbake, ab 1933

- ILS (en. Instrument Landing System, dt. Instrumentenlandesystem), oft auch gepaart mit (omnidirektional strahlendem) DME, ab 1950
- VHF Marker Beacon gepaart mit ILS oder Stand-Alone als En-Route VHF Marker Beacon
- MLS (en. Microwave Landing System, dt. Mikrowellen Lande System) gepaart mit (omnidirektional strahlendem) DME, ab 1983
- SETAC
- PRMG

### Sonstige Systeme
- weiterentwickeltes Lorenz-A/N-System
- Sonne bzw. Consol
- Richtfunkfeuer

Während in der Seeschifffahrt die Funkfeuer durch modernere Satellitennavigationsverfahren abgelöst worden sind und nur noch in abgelegenen Gebieten zur Anwendung kommen, werden sie in der Luftfahrt im Rahmen der Instrumentenflugregeln (Instrumental Flight Rules, IFR) noch intensiv genutzt.
Allerdings wurden viele Seefunkfeuer nicht stillgelegt, sondern in DGPS-Funkfeuer (Differential-GPS) umgebaut. DGPS-Funkfeuer kann man leicht von anderen Funkfeuern unterscheiden: DGPS-Funkfeuer geben nur ein Rauschen im Lautsprecher wieder, während herkömmliche Funkfeuer ihre Kennung permanent als Morsecode senden.
Es gibt auch Funkfeuer, die neben ihrer Kennung zusätzlich gesprochene Wettermeldungen für die See- oder Luftfahrt übertragen, nach dem Verfahren der Amplitudenmodulation oder der kompatiblen Einseitenbandmodulation.

## Flugfunkfeuer

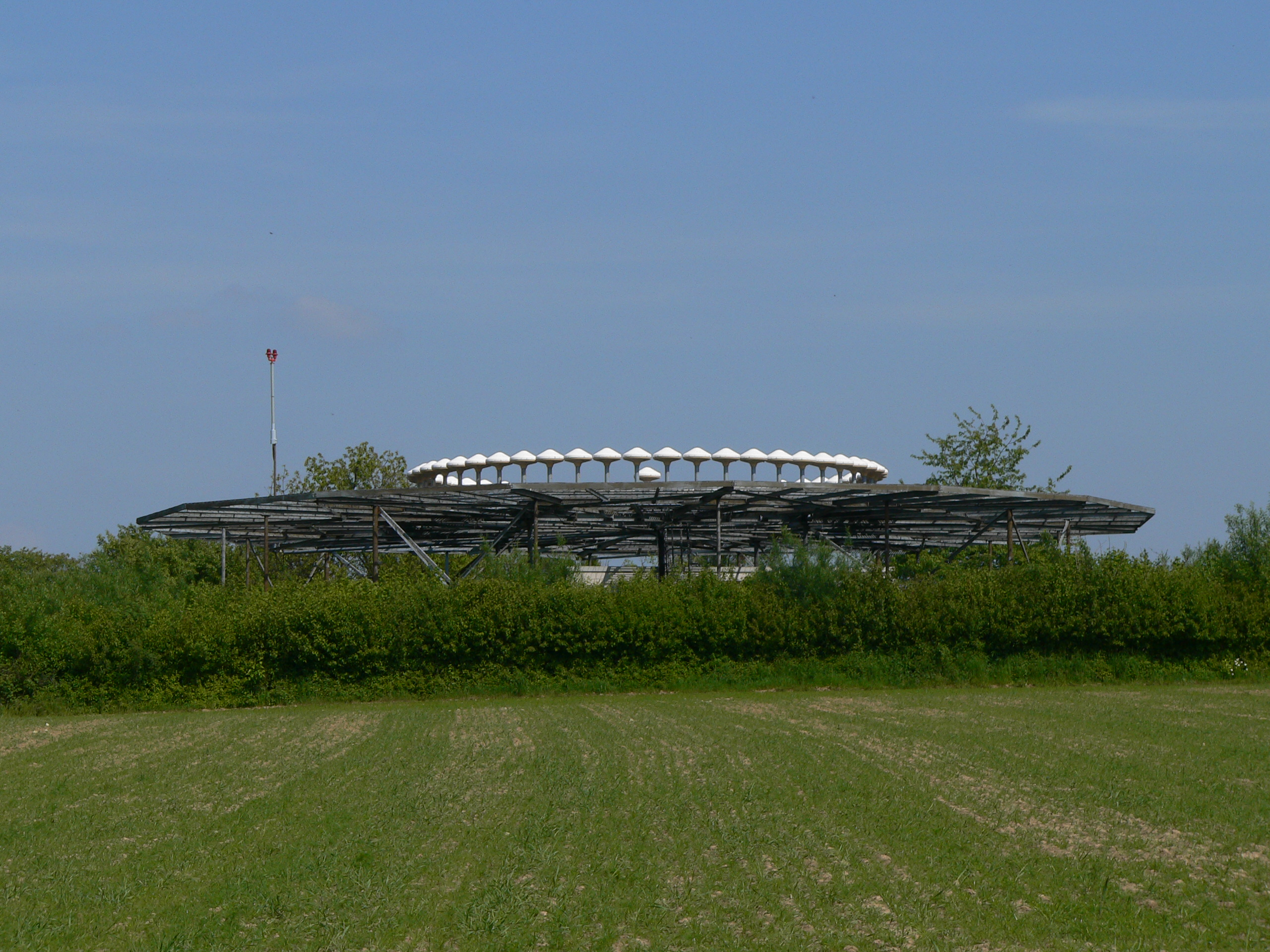
DVOR/DME UKW-Drehfunkfeuer KRH (bei Wöschbach)

Flugfunkfeuer für die Streckennavigation unterteilen sich grundsätzlich in:

### Omnidirectional abstrahlende Funkfeuer ohne Informationen
- horizontal ungerichtete Funkfeuer (NDB – non-Directional Beacon), wird mit dem ADF („Radiokompass“) geortet und strahlt nur eine Id im Morsecode ab.

### Omnidirectional abstrahlende Funkfeuer, die Luftfahrzeugen Radials bezogen auf den Standort der Flugnavigationsanlage liefern
- horizontal gerichtete Funkfeuer (z. B. VOR – Very High Frequency Omnidirectional Radio range, TACAN, SETAC, RSBN).

### Vertikal abstrahlende Funkfeuer die Luftfahrzeugen das Überfliegen des Funkfeuers anzeigen
Überflugzeichen (VHF Marker Beacons).
Die ersten Überflugzeichen (en. Marker-Beacons) wurden bei der Lorenz Ultrakurzwellen-Funkbake eingesetzt und strahlten auf 38 MHz vertikal nach oben.
Die derzeit von ICAO im ICAO Annex 10 Vol. 1 standardisierten VHF-Marker-Beacon die auf 75 MHz und ebenfalls senkrecht nach oben strahlen können daher nicht angepeilt werden. ICAO hat alle VHF Marker Beacon in Annex 10 Vol. 1 standardisiert.
Marker-Beacon liefern daher keine Richtungsinformation, sondern nur, dass der Standort des Funkfuers überflogen wurde, d. h. zur Signalisierung der verbleibenden Entfernung bis zum Aufsetzpunkt auf der Landebahn bei Anflügen auf ein ILS (en. Instrument Landing System, dt. Instrumentenlandesystem) können bis zu drei VHF-Marker Beacon (Outer-/Middle/Inner-Marker) verwendet werden, die auch als Einflugzeichen bezeichnet werden.Nr. 3.1.7
Für die Streckennavigation, z. B. entlang von Luftstraßen, werden auch diese auf 75 MHz vertikal nach oben strahlenden Marker Beacons eingesetzt, jedoch dann als En-Route VHF Marker Beacon bezeichnet.Nr. 3.6

### VOR, DME, TACAN
Durch geeignete präzise Laufzeitmessungen ist bei einigen Flugfunknavigationsverfahren eine Aussage über die Entfernung zum Flugfunkfeuer möglich. Dies wird durch ein DME (Distance Measuring Equipment) realisiert, welches neben dem VOR aufgebaut ist. In Verbindung mit der Kursinformation des VOR-Flugfunkfeuers ist dadurch jederzeit eine Positionsbestimmung möglich.
Die Kursinformation beruht darauf, dass die Phasenverschiebung zwischen einem in alle Richtungen abgestrahlten Signal und dem auf der Funkstandlinie empfangenen gerichteten Signal ausgewertet wird. Fliegt das Luftfahrzeug z. B. mit Westkurs (270°) auf das VOR zu („Inbound“) oder mit Ostkurs (090°) von diesem weg („outbound“), so beträgt die Phasendifferenz zwischen dem gerichteten und dem ungerichteten Signal 90°. Bei Anflug auf das Funkfeuer mit Ostkurs (Inbound, 090°) bzw. Abflug von diesem mit Westkurs (Outbound, 270°) beträgt die Phasendifferenz 270°.

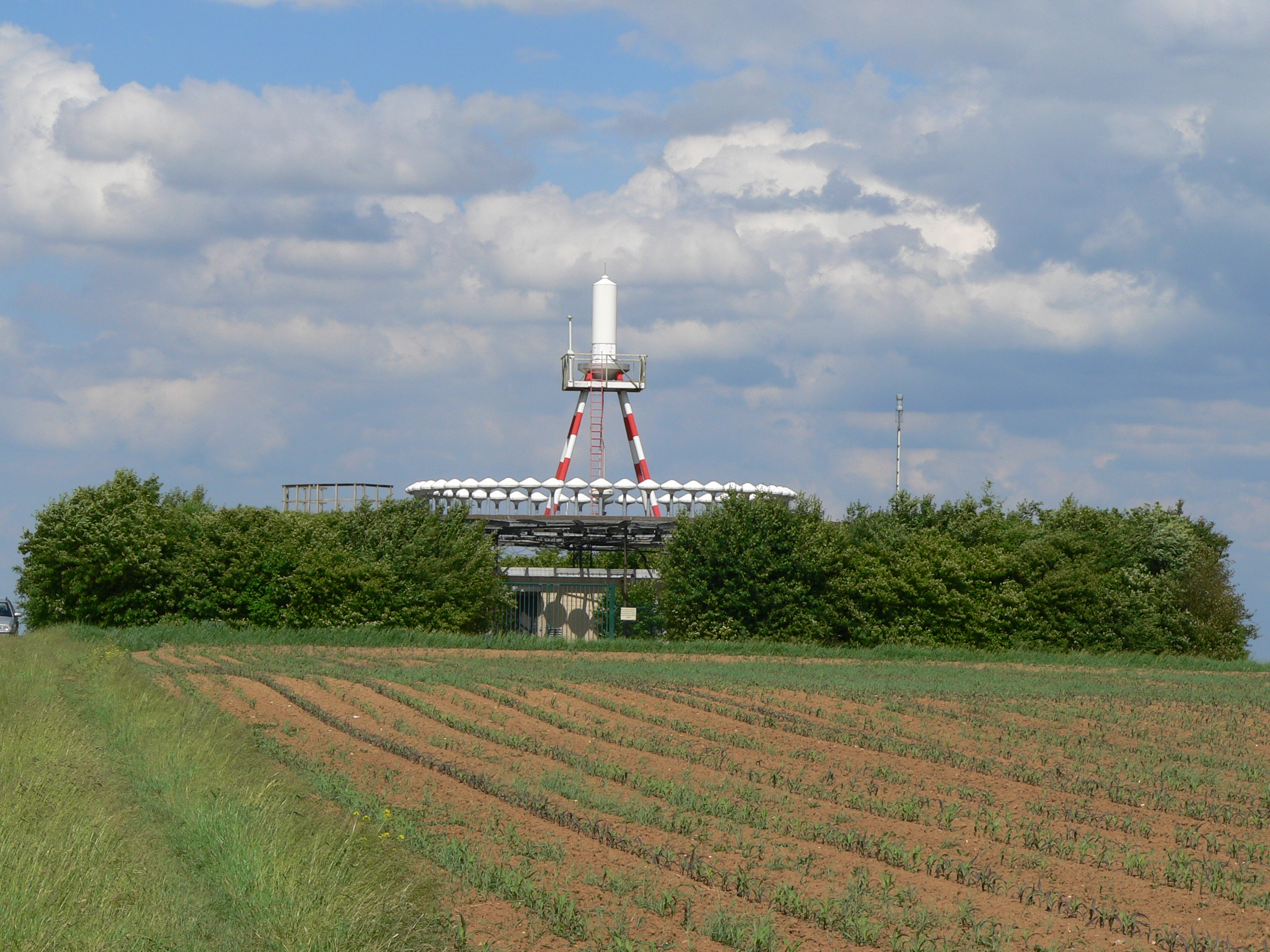
DVORTAC TGO (TANGO)

Zum besseren Verständnis folgendes Denkmodell: Ein Leuchtturm strahlt alle sechs Minuten ein kurzes Lichtsignal gleichmäßig in alle Richtungen ab. Gleichzeitig startet jeweils ein horizontal umlaufender, eng gebündelter Lichtstrahl, der für einen vollen Umlauf = 360 Grad genau 6 Minuten = 360 Sekunden benötigt, d. h. ein Grad pro Sekunde. Ein Schiffsführer, der 135 Sekunden nach dem Aufblitzen des Lichtes an der Leuchtturmspitze den Peilstrahl sieht, weiß, dass er sich auf der Kurslinie 135° befindet.
Eine VOR/DME Station verfügt zusätzlich noch über ein DME-Gerät (Entfernungsmessgerät).
Im militärischen Flugbetrieb kommt (noch) die Tactical Air Navigation (TACAN) zur Anwendung, das auf einem ähnlichen Prinzip wie VOR beruht, aber um den Faktor 1,2 bis 2 präziser ist. Befinden sich VOR- und TACAN-Bodenstationen an derselben Position, wird die Kombination auch als VORTAC bezeichnet.
VOR/DME sind nach wie vor die in der Instrumentennavigation gesetzlich vorgeschriebenen primären Sensoren. Allerdings wird das Verfahren mehr und mehr durch GNSS verdrängt.

## Seefunkfeuer
Ein Seefunkfeuer ist ein meist für maritime Nutzung gedachtes Funkfeuer, welches überwiegend in Ketten betrieben wird, wobei alle Seefunkfeuer in dieser Kette im Laufe einer Zykluszeit verschiedene Morsekennungen ausstrahlen. Wie bei NDBs wird meistens die Modulationsart A2 (tönende Telegrafie), angewandt.
Die Sendeantennen und Sendeleistungen von Seefunkfeuern entsprechen denen von Streckenfunkfeuern.
Daneben gibt es in manchen Ländern auch Seefunkfeuer, die Wetterberichte im AM oder SSB übertragen.
Im Zuge der zunehmenden Verbreitung von GPS wurden die Seefunkfeuer in Deutschland am 1. Januar 2000 abgeschaltet.
Die Stationen wurden zum Teil in DGPS-Stationen oder NDBs umgebaut.